# Raivavae
Pour l’article homonyme, voir Raivavae (commune).
Raìvavae (de son nom en tahitien, en graphie Raapoto) ou Gagnivavae (de son nom local, en graphie locale)[réf. nécessaire], ou encore Vavitū, est une île située dans l'archipel des Australes (Tūhaa Pae) en Polynésie française. 
La commune de Raìvavae a pour chef-lieu le village de Rairua (Gagnirua, Gaìgua). 

## Géographie

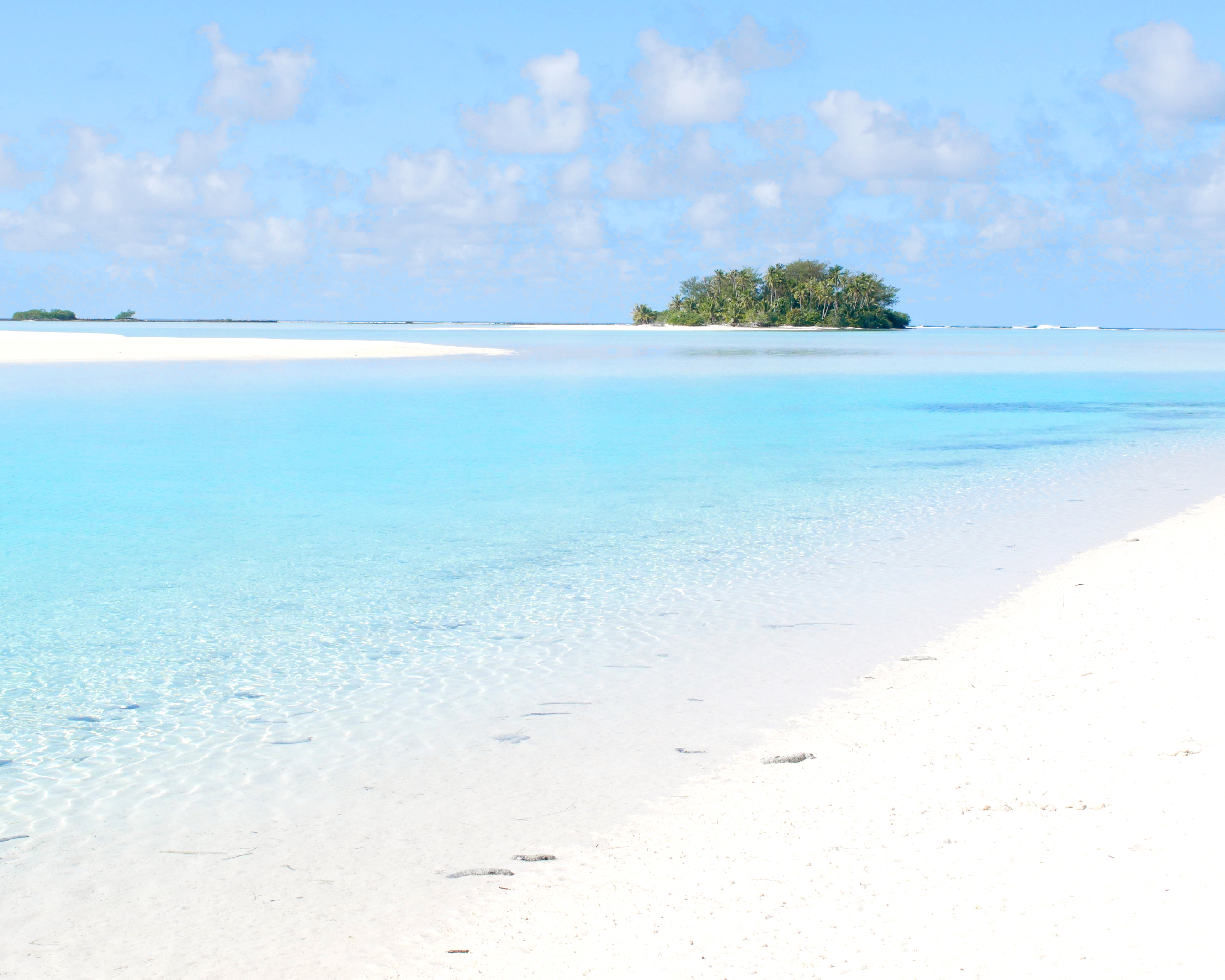
Vue depuis le motu Vaiamanu

Située à 630 km au sud-est de Tahiti, Raivavae est une île volcanique qui culmine avec le mont Hiro à 437 mètres d'altitude. Elle présente une superficie de terres émergées de 16 km2, entourées d'un lagon assez important mais plus petit que celui de Tubuai, ceinturé par une barrière de corail comprenant vingt-huit motu (îlots).
L'île principale accueille quatre villages : Anatonu sur la côte nord, Rairua et Mahanatoa situés sur la côte ouest, et Vaiuru situé sur la côte est.
La langue est une variante des langues australes, le reo raivavae.

### Toponymie
Raivavae provient du toponyme tahitien Ra‘ivavae, qui est la combinaison des mots ra‘i (signifiant « ciel ») et vavae (signifiant « se frayer un chemin »),  et signifie donc « ciel [qui permet de] se frayer un chemin », ou brièvement « ciel ouvert » ou mieux chemin menant au ciel. 
Le nom aurait été donné par la reine Pōmare IV, qui lors d'un voyage vers les Australes par un très mauvais temps, bénéficia d'une brusque accalmie au moment même où elle arriva à Raivavae.

## Histoire
La première mention de l'île par les Européens a été enregistrée par l'officier de marine espagnol Tomás Gayangos le 5 février 1775, commandant à bord de la frégate Aguila à la suite du décès de Domingo de Boenechea, lors du voyage de retour des expéditions espagnoles à Tahiti (es) mandatées par le vice-roi du Pérou, Manuel de Amat y Junient (es).
Dans les années 1820, les habitants se convertissent au protestantisme importé en Polynésie par les missionnaires de la London Missionary Society. À la suite de cette conversion de nombreux sites sacrés, marae et statues, furent détruits.

## Population et société

### Démographie
L'évolution du nombre d'habitants est connue à travers les recensements de la population effectués dans la commune depuis 1977. À partir de 2006, les populations légales des communes sont publiées annuellement par l'Insee, mais la loi relative à la démocratie de proximité du 27 février 2002 a, dans ses articles consacrés au recensement de la population, instauré des recensements de la population tous les cinq ans en Nouvelle-Calédonie, en Polynésie française, à Mayotte et dans les îles Wallis-et-Futuna, ce qui n’était pas le cas auparavant. Pour la commune, le premier recensement exhaustif entrant dans le cadre du nouveau dispositif a été réalisé en 2002, les précédents recensements ont eu lieu en 1996, 1988, 1983, 1977 et 1971.
Son évolution est la suivante :
| 1848                                                                          | 1860 | 1887 | 1977  | 1983  | 1988  | 1996  | 2002 | 2007 | 2012 | 2017 |
| ----------------------------------------------------------------------------- | ---- | ---- | ----- | ----- | ----- | ----- | ---- | ---- | ---- | ---- |
|                                                                               |      | 285  | 1 023 | 1 177 | 1 225 | 1 049 | 995  |      |      |      |
| Sources ISPF – Bulletin officiel de l'Océanie 1848 – Messager de Tahiti 1861. |      |      |       |       |       |       |      |      |      |      |

## Faune et flore
Une libellule (Odonata, Coenagrionidae) endémique a été décrite de Raivavae, Ischnura jeanyvesmeyeri Englund & Polhemus, 2010 découverte sur le ruisseau de Vaipa. Elle se différencie des autres Ischnura des Australes par sa grande taille et des caractères sexuels qui en font un taxon isolé et particulier chez les Zygoptères de Polynésie française. Sa position phylogénétique plus proche du genre Megalagrion pourrait militer pour placer l'espèce dans un nouveau genre.

## Économie

### Secteur primaire
Comme dans d'autres îles des australes, le climat plus frais que dans le reste de la Polynésie est propice aux cultures maraichères des traditionnels tubercules de taro (Colocasia esculenta), des caféiers, de manguiers, des litchis et bananiers. De ce fait de nombreuses familles vivent en autosuffisance. L'artisanat demeure très vivace sur l'île avec la confection de traditionnels colliers de coquillages, le tressage de chapeaux, la confection de tifaifai. Par ailleurs, Raivavae demeure la seule île de Polynésie française où perdure la construction de pirogues cousues.

### Tourisme
L'île dispose d'un aérodrome, construit au sud sur un remblai dans le lagon, qui favorise le développement de l'écotourisme dans les quelques pensions de l'île. Elle est desservie par Air Tahiti à raison de cinq ou six rotations par semaine réparties sur trois jours par semaine. Le temps de trajet varie de 1h50 à 3h00 en fonction du nombre d'escales. Il accueille, en moyenne, environ 350 vols et 11 000 passagers par an, dont un tiers en transit.

## Culture

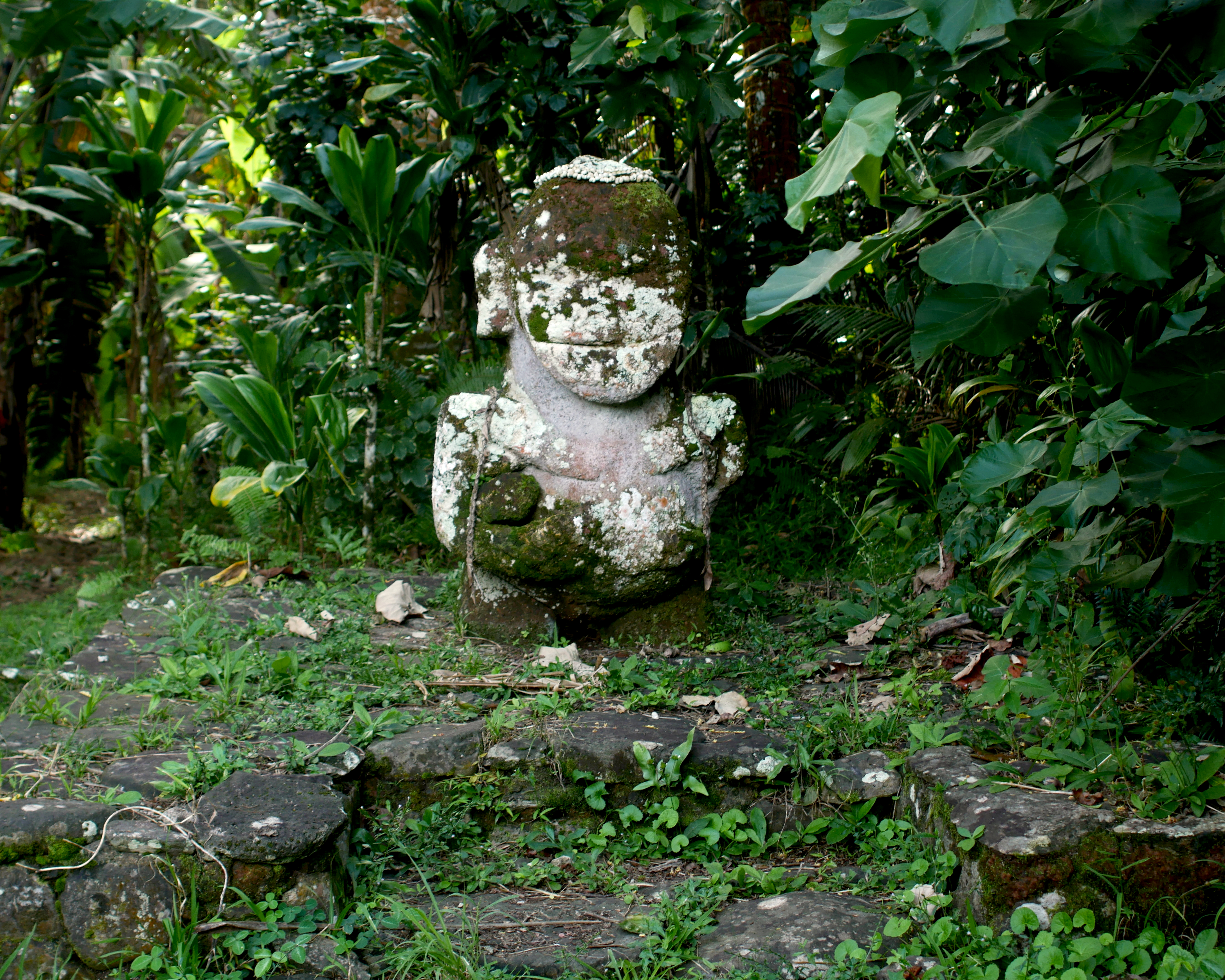
Le seul tiki toujours présent sur l'île

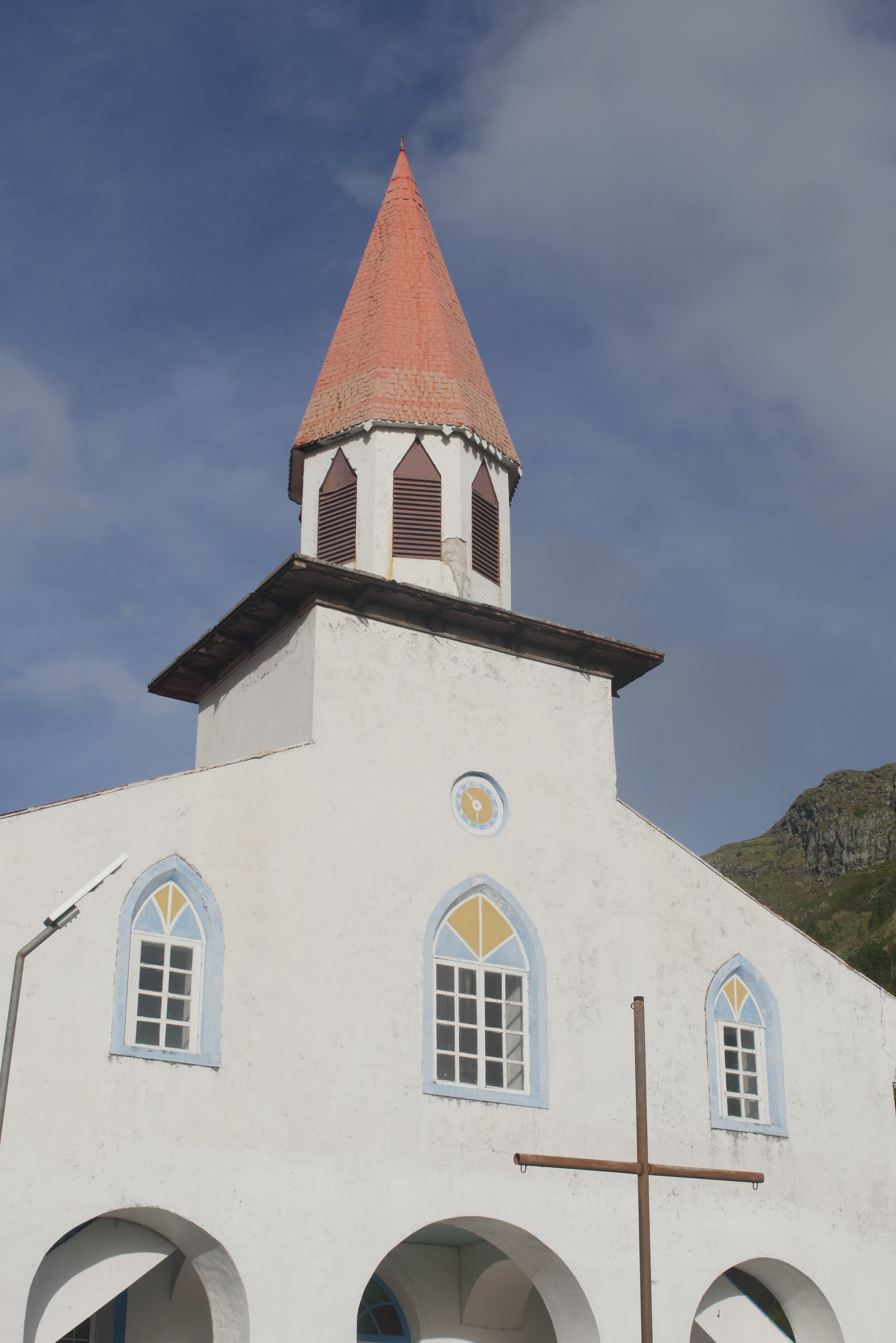
Temple de Mahanatoa

À la suite de la conversion au christianisme des habitants de l'île à la fin du XIXe siècle, de nombreux sites sacrés, marae et statues, furent détruits. Cependant il reste à Raivavae un tiki qui présente une face rieuse. Trois autres tiki furent déplacés vers Tahiti en 1933 dont deux sont actuellement au musée Gauguin à Papeari. Le troisième a été repéré en 2004 dans le lagon de l'île. À ce jour, près de 600 structures (marae, structures d'habitation....) ont été répertoriées sur l'île. De nombreux objets en bois anciens de Raivavae (sculptures, pagaies sculptées, tambours, objets cérémoniels....) sont conservés dans des collections privées ou des musées comme le British Museum à Londres.
Comme Rimatara, c'est une île de très forte tradition protestante : il y a une dizaine d'années, le pasteur faisait couper l'électricité à l'heure des services religieux afin que les habitants ne puissent pas regarder la télévision[réf. nécessaire].